# منبر کلیسا
منبر کلیسا (انگلیسی: Pulpit) یک جایگاه یا سکوی مرتفع در کلیساهای مسیحی است که کشیش یا واعظ از آن برای ایراد خطبه یا موعظه استفاده می‌کند. این جایگاه معمولاً در نزدیکی محراب یا در مرکز کلیسا قرار دارد و به گونه‌ای طراحی شده است که صدای واعظ به خوبی به گوش همه حضار برسد.
منبر کلیسا معمولاً دارای پله‌هایی برای دسترسی به آن و همچنین یک حفاظ یا نرده در اطراف خود است تا از سقوط واعظ جلوگیری کند. برخی منبرها دارای سایبان یا پوششی نیز هستند که به آن «صندوق صدا» می‌گویند و به تقویت صدای واعظ کمک می‌کند.
استفاده از منبر در کلیساها به قرون وسطی بازمی‌گردد و در باور مسیحی، نمادی از اهمیت کلام خداوند و نقش واعظ در انتقال آن به مردم است. در برخی کلیساهای امروزی، منبرهای سنتی با جایگاه‌های ساده‌تر یا حتی صندلی جایگزین شده‌اند، اما همچنان در بسیاری از کلیساها، منبر به عنوان یک عنصر مهم و نمادین باقی مانده است.